# 美国国旗
美国国旗（英語：Flag of the United States）是美利坚合众国的国旗。该旗的旗面由13道红白相间的宽条构成，左上角还有一个包含了50颗白色小五角星的藍色長方形。50顆小星代表了美國的50個州，而13条間紋则象征着美国最早建国时的13個殖民地。紅色象征勇气，白色象征真理，蓝色則象征正义。
这面旗帜俗称“星条旗”（Stars and Stripes）、中文俗稱「花旗」，正式名稱「合众国旗」（The Flag of the United States）或美國旗（American Flag）。它在正式成为美国国旗后曾经过26次修改。最早期的美国国旗只有13颗星，之后每一个州加入合众国就在国旗上加上一颗星，但是宽条的数目不变。根据1818年4月4日通过的《国旗法案》（Flag Act of 1818），只能在7月4日美国独立日这一天对国旗作出更改。1959年8月21日夏威夷正式成为美国的一个州后，次年國慶日，国旗上的49顆星被改為50顆——這也是美國國旗距今最近的一次修改。
对美國人而言，国旗有多种意义。国旗是美国宪法以及权利法案所保障的所有自由的象征。大多数时候它还是个人自由的象征。

## 起源

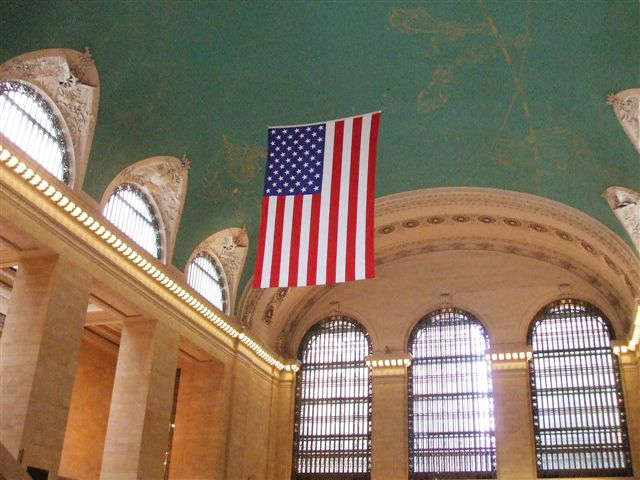
懸掛在紐約市中央車站大廳天花板的美國國旗

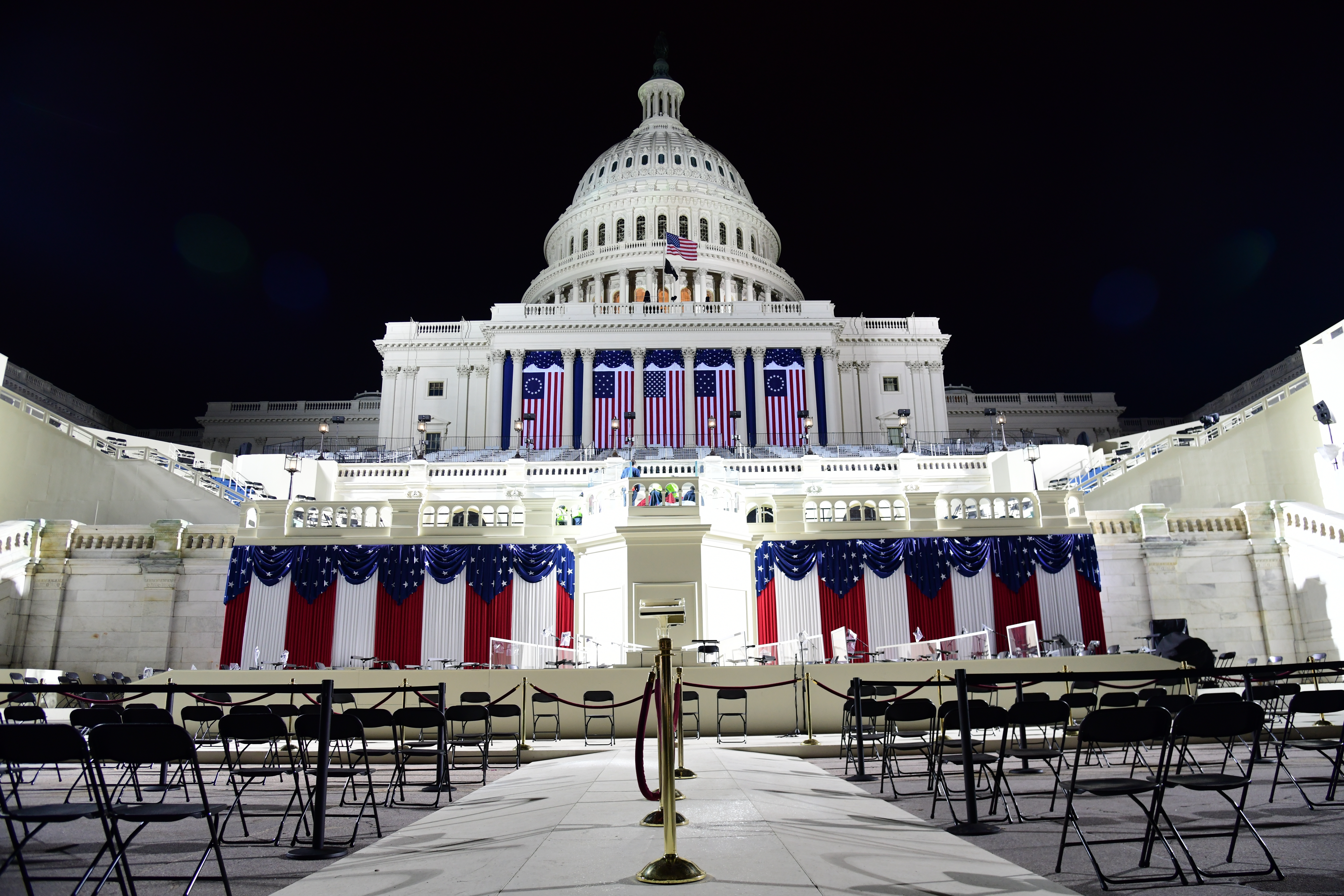
位於美國國會大廈的2021年美國總統就職典禮舞台，掛於大廈外的五面國旗中，左一及右一是贝特西·罗斯版本13星旗帜，左二及右二是弗朗西斯·霍普金森旗帜，而中間的是現行使用的50星旗幟。

关于星条旗的起源至今没有一个准确的、统一的说法。
- 一个在美国流传很广的故事认为，第一面星条旗是由贝特西·罗斯在获得了乔治·华盛顿的亲自授权后缝制的。1773年，当她21岁时，与一位地毯装饰匠约翰·罗斯私奔，之后夫妇两人做起了生意。美国独立战争爆发后不久，约翰·罗斯在一次爆炸中丧生，贝特西·罗斯随即返回了费城。由于她的针线活做得十分出色，1776年夏初，她接待了由乔治·华盛顿、乔治·罗斯（George Ross）和罗伯特·莫里斯（Robert Morris）组成的三人委员会的拜访。华盛顿向贝特西出示了新生的美利坚合众国国旗的设计图，并请她赶制第一面国旗。几天之后，当华盛顿等三人再次登门时，贝特西已经完成了国旗的缝制工作，向他们展示了第一面美国国旗——星条旗。然而，这只是一个在美国流传非常广泛的故事，因为这一切都是贝特西·罗斯自己讲述並流传下来的，除此之外，没有任何其它文字性或任何方式的记录可以证明这一说法的真实性。
- 关于星条旗起源的第二种说法是由英国历史学家查尔斯·范文斯特（Charles Fawcett）提出的。他认为星条旗的设计灵感来源于英国东印度公司的旗帜。由于东印度公司的旗帜与最初的星条旗十分相似，所以这种说法得到了许多人的支持。
- 关于星条旗起源的第三种说法是，这面旗帜是由弗朗西斯·霍普金森（Francis Hopkinson）设计的 。在一开始，他设计的美国国旗是要将十三颗星安排在旗面的四条带中（一条水平的，一条竖直的和两条对角线的）。后来，这一设计方案被否决而未被采用，理由是这样一面旗帜与英国国旗米字旗如出一辙。对于刚刚从英国那里获得独立的新生合众国而言，这样一面旗帜似乎暗示着美国在独立之后仍然摆脱不了英国的影响。所以在经过修改以后，最终形成了星条旗的设计方案。

- 英国东印度公司旗帜
- 大陆会议旗帜
- 弗朗西斯·霍普金森旗帜
- 贝特西·罗斯旗帜

## 设计

### 标准
國旗標準是根據美國法典目錄4，第1及2章：詳細資料如下
| 绘制方法 | 标准 |
| -------- | --- |
|          | - 國旗的宽度: A = 1.0 - 國旗的長度: B = 1.9 - 聯邦範圍宽度: C = 0.5385 （7/13, 7條間紋的闊度） - 聯邦範圍長度: D = 0.76 （1.9 × 2/5, 五份二的國旗長度） - E = F = 0.0538 （C/10, 聯邦範圍的十份之一闊度） - G = H = 0.0633 （D/12, 聯邦範圍的十二份之一長度） - 星的直徑: K = 0.0616 - 条紋的宽度: L = 0.0769 （1/13） |

以上的规定来自于美国的行政命令，严格意义上只适用于为政府制作的旗帜。在市面上大多数美国国旗具有不同的长宽比。常见的有 2 × 3 英尺或 4 × 6 英尺 （旗帜比例为1.5）, 2.5 × 4 英尺 或 5 × 8 英尺 （1.6）, 以及 3 × 5 英尺 和 6 × 10 英尺 （1.667）。即便是美国国会大厦和参众两院所用的旗帜也会以上述尺寸制作。以规定 B = 1.9 制作的旗帜常被称为政府标准国旗 （G-spec）。

### 色彩
美国国旗所用的红、白、蓝色在美国色彩协会出版的第十版美国标准色参考书中有所规定。并且被称为“白色”、“国旗红”（Old Glory Red） 和“国旗蓝”（Old Glory Blue）。所规定的颜色仅适用于传统布面，而并没有完美的方法把它转换为螢幕显示用的RGB格式亦或是印刷用的CMYK格式。但按照白色的明度可以通过以下的表格近似得出其余两种颜色。
| 名称   | 绝对 | 绝对       | 绝对       | 绝对       | 绝对           | 绝对           | 相对 | 相对       | 相对       | 相对       | 相对  | 相对      | 相对  | 相对    | 相对        | 相对        | 相对        | 相对        |
| 名称   |      | CIELAB D65 | CIELAB D65 | CIELAB D65 | 孟塞尔颜色系统 | 孟塞尔颜色系统 |      | CIELAB D50 | CIELAB D50 | CIELAB D50 | sRGB  | sRGB      | sRGB  | sRGB    | GRACoL 2006 | GRACoL 2006 | GRACoL 2006 | GRACoL 2006 |
| 名称   | L*   | a*         | b*         | H          | V/C            | L*             | a*   | b*         | R          | G          | B     | 8-bit hex | C     | M       | Y           | K           |             |             |
| ------ | ---- | ---------- | ---------- | ---------- | -------------- | -------------- | ---- | ---------- | ---------- | ---------- | ----- | --------- | ----- | ------- | ----------- | ----------- | ----------- | ----------- |
| 白色   |      | 88.7       | −0.2       | 5.4        | 2.5Y           | 8.8/0.7        |      | 100.0      | 0.0        | 0.0        | 1.000 | 1.000     | 1.000 | #FFFFFF | .000        | .000        | .000        | .000        |
| 国旗红 |      | 33.9       | 51.2       | 24.7       | 5.5R           | 3.3/11.1       |      | 39.9       | 57.3       | 28.7       | .698  | .132      | .203  | #B22234 | .196        | 1.000       | .757        | .118        |
| 国旗蓝 |      | 23.2       | 13.1       | −26.4      | 8.2PB          | 2.3/6.1        |      | 26.9       | 11.5       | −30.3      | .234  | .233      | .430  | #3C3B6E | .886        | .851        | .243        | .122        |

而以上的规定通常只针对为联邦政府所生产的旗帜，市面所见的印刷旗帜常采用近似的色彩。通过在1950年出版的书中得知，这种做法已经有一段时间了。
有时国旗上的色彩会用彩通色彩系统表示，1998年的美国驻英国大使馆和2001年的美国驻瑞典大使馆都给出了用彩通表示的颜色。2002年加利福尼亚州军事部也在一份文件中给出了红色用彩通色彩的另外一种表示方法。
| 资料来源          | PMS   |    | CIELAB D50 | CIELAB D50 | CIELAB D50 | sRGB  | sRGB  | sRGB      | sRGB    | GRACoL 2006 | GRACoL 2006 | GRACoL 2006 | GRACoL 2006 |
| 资料来源          | PMS   | L* | a*         | b*         | R          | G     | B     | 8-bit hex | C       | M           | Y           | K           |             |
| ----------------- | ----- | -- | ---------- | ---------- | ---------- | ----- | ----- | --------- | ------- | ----------- | ----------- | ----------- | ----------- |
|                   | Safe  |    | 100.0      | 0.0        | 0.0        | 1.000 | 1.000 | 1.000     | #FFFFFF | .000        | .000        | .000        | .000        |
| 美國駐英 大使館   | 193 C |    | 42.1       | 64.4       | 26.7       | .756  | .076  | .238      | #C1133D | .165        | 1.000       | .678        | .063        |
| 美國駐英 大使館   | 281 C |    | 15.4       | 7.0        | −41.8      | .000  | .149  | .388      | #002663 | 1.000       | .906        | .388        | .231        |
| 美国駐瑞典 大使館 | 186 C |    | 44.1       | 67.8       | 37.9       | .800  | .048  | .185      | #CC0C2F | .122        | 1.000       | .796        | .035        |
| 美国駐瑞典 大使館 | 288 C |    | 18.0       | 7.6        | −50.3      | .000  | .172  | .466      | #002C77 | 1.000       | .863        | .357        | .141        |
| 加州军事部        | 200 C |    | 41.1       | 64.2       | 30.8       | .745  | .051  | .203      | #BE0D34 | .169        | 1.000       | .749        | .074        |

美国国旗颜色的含义一般有两种说法。一种是大陆会议秘书查尔斯·汤姆森的说法，白色代表纯洁与无瑕；红色代表坚韧和勇气；蓝色代表机警、毅力和正义。另一种则认为只是简单继承了英国国旗的颜色，没有任何正式含义。

### 装饰
传统上，国旗可以用金色的边穗来进行装饰。在典礼上使用的国旗以及游行或室内旗帜通常会用金边来美化国旗。最早使用金边的记载可以上溯到1835年。

## 使用
美国国旗通常在大多数公共建筑物上长期悬挂，在部分公共假日例如亡兵紀念日、退伍军人节、国旗日、总统节以及独立日会被广泛悬挂。在亡兵紀念日通常会在战争纪念碑及军人公墓放置小型的美国国旗，并且在上午降半旗，以纪念在美国的战争中献出生命的人。

### 礼仪
《美國國旗法》规定了一些使用、展示和销毁国旗的方法。例如，国旗手持时通常不能以成45度角的方式向某个人或事物致敬，除非作为船旗使用时向外国船只致敬。这项传统可能来自1908年的伦敦奥运会，那时各国持旗人被要求以这种方式向爱德华七世致敬。美国持旗人拒绝了这一要求，据说美国代表队队长马丁·谢里丹曾说过“这面旗帜将永远不会为任何国王低头致敬”，然而这句话的真实性尚不清楚。
美国国旗在任何时候都不应当接触地面，如在夜间悬挂，国旗必须被照亮。一旦国旗的边缘被磨损，应当立即被更换并以焚烧的方式销毁。美国退伍军人协会和其他一些组织经常在国旗日 （6月14日） 举行销毁国旗的仪式。
美国学校及政府会议开始前，会面向国旗朗诵《忠誠宣誓》（Pledge of Allegiance），以向美国国旗以及美利坚合众国表达忠诚。

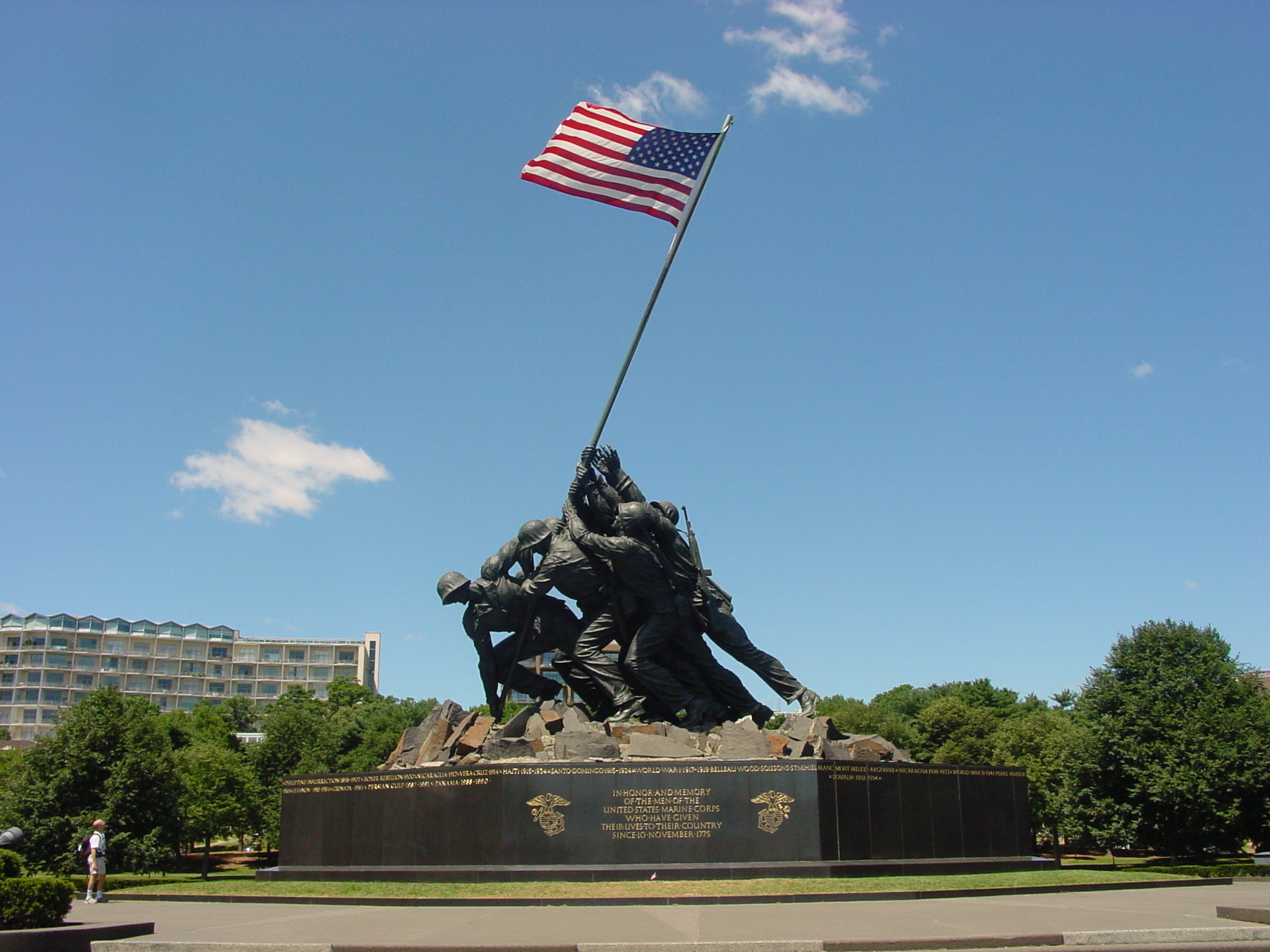
硫磺岛战役纪念碑悬挂的美国国旗

### 悬挂国旗的日期
美国国旗在以下日期应当被升至杆顶悬挂：
| 日期                | 说明                    |
| ------------------- | ----------------------- |
| 1月1日              | 元旦                    |
| 1月的第三个星期一   |                         |
| 1月20日辰           | 總統就职日 ，每四年一次 |
| 2月12日             | 亞伯拉罕·林肯誕辰       |
| 2月的第三個星期一   | 總統節                  |
| 5月的第三个星期六   | 陆军日                  |
| 5月的最後一個星期一 | 亡兵纪念日，上午降半旗  |
| 6月14日             | 国旗日                  |
| 7月4日              | 独立日（國慶日）        |
| 9月的第一個星期一   | 劳动节                  |
| 9月17日             | 宪法日                  |
| 10月的第二個星期一  | 哥倫布日                |
| 10月27日            | 海军日                  |
| 11月11日            | 退伍軍人節              |
| 11月的第四個星期四  | 感恩节                  |
| 12月25日            | 圣诞节                  |

- 美国总统宣布的其他日期；所有的选举日；各州加入联邦纪念日以及州立节日[13]

### 降半旗的日期
| 日期                | 说明                                                                |
| ------------------- | ------------------------------------------------------------------- |
| 5月15日             | 和平官员阵亡将士纪念日（当这天是5月的第三个星期六（陆军日）时除外） |
| 5月的最後一個星期一 | 亡兵纪念日，上午降半旗                                              |
| 7月27日             | 韩战退伍军人纪念日（2003年起取消，2009年起恢复）                    |
| 9月11日             | 爱国日                                                              |
| 10月的第一个星期日  | 防火周开始日                                                        |
| 12月7日             | 珍珠港纪念日                                                        |

- 降半旗30天 - 現任或前任总统逝世。
- 降半旗10天 - 現任副总统、现任或前任首席大法官、現任众议院議長逝世。
- 自去世到葬礼结束 - 最高法院大法官、内阁成员、前副总统、参议院临时议长、参众两院政党领导人、州或地区的行政长官。
- 去世后一天 - 参议员、眾议员、波多黎各地区代表或驻地专员。

另外，无名战士墓、阿灵顿国家公墓和珍珠港亚利桑那纪念馆常年降半旗。

### 折叠

折叠过程

虽然美国旗典中没有明确规定，但按照军队中的习惯，国旗在不使用时应被折叠成三角形，步骤如下：
1. 两人持旗至手腕高度，与地面平行
2. 将仅为条纹的下半部分向上折，对齐各边
3. 再次沿长边对折以使蓝色部分向外
4. 将此矩形的右下角向上折成一个三角形，其边与国旗上边平行，完成第一次折叠
5. 将三角形最外边的角向内折，完成第二次折叠
6. 以此种方式折叠直到国旗全长折叠完成（通常需要13次）
7. 当折叠全部完成后，应当只能看到带有星的蓝色部分

### 折叠的宗教含义

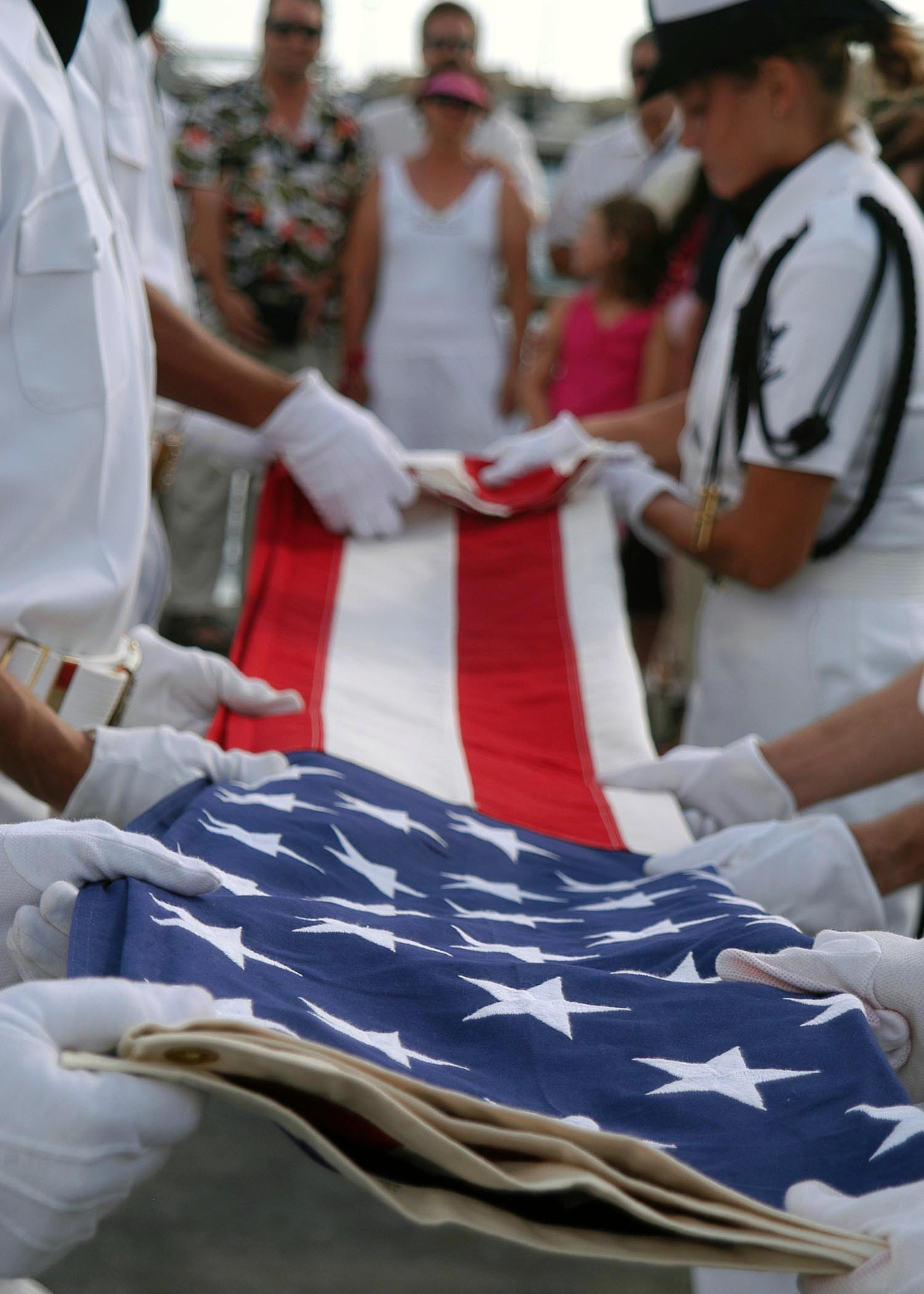
珍珠港的美国海军折叠美国国旗

部分人认为每次折叠都具有象征意义，但是这种说法没有被权威部门确认。具有象征意义的折叠仪式曾被教给士兵，但在发生一些抗议其带有宗教含义的示威后，美国国防部撤销了这一决定。
美国退伍军人协会对折叠有其自己的解释方法：
| 折叠次数 | 含义                                                                           |
| -------- | ------------------------------------------------------------------------------ |
| 一       | 地球上的生灵                                                                   |
| 二       | 生命的不朽                                                                     |
| 三       | 为保卫美国献出生命的老兵们                                                     |
| 四       | 人类对自然的屈服以及美国在平时和战时均依靠上帝                                 |
| 五       | 向我们的国家致敬                                                               |
| 六       | 美国之心                                                                       |
| 七       | 美国武装力量                                                                   |
| 八       | 向诗篇第23篇中走入死荫的幽谷而带给人类光明的人致敬                             |
| 九       | 向母亲致敬                                                                     |
| 十       | 向父亲致敬                                                                     |
| 十一     | 在犹太裔眼中代表所羅門印章的下半部分并且赞美了亚伯拉罕的神，以撒的神，雅各的神 |
| 十二     | 在基督徒眼中是永恒的象征并赞美了聖父、聖子和圣灵                               |

- 折叠完成的美国国旗只能看到帶有星的藍色部分，代表了美国的国家格言：“我们信仰上帝”。[22]

## 历史

### 演变
在描繪這面國旗的各種各樣的設計的下述表格裡，這面旗的精確的“顏色”直到1934才標準化。
| 白星數量 | 設計 | 新星所代表的州份 | 使用日期                    | 使用年期       |
| -------- | ---- | --- | --------------------------- | -------------- |
| 0        |      | 没有星星，但有米字旗，最初的十三個殖民地由橫條表示。 | 1776年1月8日－1777年6月14日 | 1 （17個月）   |
| 13       |      | 最初的十三個州（康乃狄克州、德拉瓦州、喬治亞州、馬里蘭州、麻薩諸塞州、新罕布夏州、紐澤西州、紐約州、北卡羅萊那州、賓夕法尼亞州、羅得島州、南卡羅萊那州、維吉尼亞州） | 1777年6月14日－1795年5月1日 | 18 （215個月） |
| 15       |      | 佛蒙特州、肯塔基州，此时的国旗改为15星15条。 | 1795年5月1日－1818年7月3日  | 23 （278個月） |
| 20       |      | 印第安那州、路易斯安那州、密西西比州、俄亥俄州、田納西州，重新使用十三横条设计。                                                                                     | 1818年7月4日－1819年7月3日  | 1 （12個月）   |
| 21       |      | 伊利諾州 | 1819年7月4日－1820年7月3日  | 1 （12個月）   |
| 23       |      | 阿拉巴馬州、緬因州 | 1820年7月4日－1822年7月3日  | 2 （24個月）   |
| 24       |      | 密蘇里州 | 1822年7月4日－1836年7月3日  | 14 （168個月） |
| 25       |      | 阿肯色州 | 1836年7月4日－1837年7月3日  | 1 （12個月）   |
| 26       |      | 密西根州 | 1837年7月4日－1845年7月3日  | 8 （96個月）   |
| 27       |      | 佛羅里達州 | 1845年7月4日－1846年7月3日  | 1 （12個月）   |
| 28       |      | 德克薩斯州 | 1846年7月4日－1847年7月3日  | 1 （12個月）   |
| 29       |      | 愛荷華州 | 1847年7月4日－1848年7月3日  | 1 （12個月）   |
| 30       |      | 威斯康辛州 | 1848年7月4日－1851年7月3日  | 3 （36個月）   |
| 31       |      | 加利福尼亞州 | 1851年7月4日－1858年7月3日  | 7 （84個月）   |
| 32       |      | 明尼蘇達州 | 1858年7月4日－1859年7月3日  | 1 （12個月）   |
| 33       |      | 奧勒岡州 | 1859年7月4日－1861年7月3日  | 2 （24個月）   |
| 34       |      | 堪薩斯州 | 1861年7月4日－1863年7月3日  | 2 （24個月）   |
| 35       |      | 西維吉尼亞州 | 1863年7月4日－1865年7月3日  | 2 （24個月）   |
| 36       |      | 內華達州 | 1865年7月4日－1867年7月3日  | 2 （24個月）   |
| 37       |      | 內布拉斯加州 | 1867年7月4日－1877年7月3日  | 10 （120個月） |
| 38       |      | 科羅拉多州 | 1877年7月4日－1890年7月3日  | 13 （156個月） |
| 43       |      | 愛達荷州、蒙大拿州、北達科他州、南達科他州、華盛頓州 | 1890年7月4日－1891年7月3日  | 1 （12個月）   |
| 44       |      | 怀俄明州 | 1891年7月4日－1896年7月3日  | 5 （60個月）   |
| 45       |      | 猶他州 | 1896年7月4日－1908年7月3日  | 12 （144個月） |
| 46       |      | 奧克拉荷馬州 | 1908年7月4日－1912年7月3日  | 4 （48個月）   |
| 48       |      | 亞利桑那州、新墨西哥州 | 1912年7月4日－1959年7月3日  | 47 （564個月） |
| 49       |      | 阿拉斯加州 | 1959年7月4日－1960年7月3日  | 1 （12個月）   |
| 50       |      | 夏威夷州 | 1960年7月4日－至今          | 65             |

## 未来
美國現在有50州，美國陸軍預想波多黎各與哥倫比亞特區等地成為美國第51州的狀況，因此提案出未在正式場合中使用的美國五十一星國旗。有圓狀分佈的國旗，和橫列配置星星的兩種方案。
| 橫列配置51顆星的星條旗 |
| 橫列配置51顆星的星條旗 |

| 圓狀分佈51顆星的星條旗 |
| 圓狀分佈51顆星的星條旗 |

## 相關旗幟
| 上海公共租界工部局 |
| 上海公共租界工部局 |

| 比基尼環礁 |
| 比基尼環礁 |

| 巴西合眾國1889年11月15日-11月19日 |
| 巴西合眾國1889年11月15日-11月19日 |

| 利比里亚国旗 |
| 利比里亚国旗 |

| 马来西亚国旗 |
| 马来西亚国旗 |

| 布列塔尼旗幟 |
| 布列塔尼旗幟 |

| 萨尔瓦多国旗 |
| 萨尔瓦多国旗 |

- 上海公共租界工部局的旗幟中包含了美國國旗。
- 巴西合衆國曾在1889年11月15日—11月19日間使用一面仿效美國國旗的國旗，有十三條綠黃相間的橫條，左上角的藍色正方形內有21顆星。旋即被重新設計的國旗取代。
- 利比里亚国旗：賴比瑞亞是由從美國回到非洲的黑奴所建立的國家，所以國旗與美國十分相似，寬高比例也採用19比10。紅色與白色是勇氣與美德的象徵，紅白相間的橫紋有十一條，表示1847年依據美國憲法及人權宣言起草賴比瑞亞獨立宣言並簽署的十一個人。國旗左上角的藍色正方形代表非洲大陸，上面浮出一顆白色五角星，這是非洲自由的象徵，也表示賴比瑞亞是當時非洲唯一的黑人獨立國。
- 马来西亚國旗：儘管馬來西亞與美國沒有歷史聯繫，其14道红白相间的等宽横条原代表马来西亚成立时全国的14个州，新加坡在1965年独立后未作更改，但解釋為旗帜改为代表13个州属及聯邦政府直轄區的平等关系。十四芒星也是同样的寓意。
- 布列塔尼旗幟：左上角的圖案取自布列塔尼公國的國徽，五道黑色橫紋代表五個說法語或加羅語的地區，四道白色條紋代表四個說布列塔尼語的地區。
- 1839-1896年，以及1898-1912年间，萨尔瓦多为彰显同美国的紧密友谊，使用了与美国国旗相类似的“星条旗”图案的旗帜作为国旗。